# Richard Cooke (Fußballspieler)
Richard Edward Cooke (* 4. September 1965 in Islington) ist ein ehemaliger englischer Fußballspieler.

## Vereinskarriere
Cooke schloss sich nach seinem Schulabschluss 1982 Tottenham Hotspur an und rückte 1983 in den Profikader auf. In der Saison 1983/84 kam der kleingewachsene und zerbrechlich wirkende Flügelspieler, der seine körperlichen Nachteile durch seine Geschwindigkeit und herausragende Ballkontrolle wettmachte, unter Trainer Keith Burkinshaw erstmals in Pflichtspielen für Tottenham zum Einsatz, bei seinem Ligadebüt, einem 4:2-Erfolg gegen Luton Town, trug er sich gleich in die Torschützenliste ein. Unter Burkinshaws Nachfolger Peter Shreeves (1984–1986) spielte Cooke kaum eine Rolle mehr und kam lediglich in der Saison 1985/86 zu zwei weiteren Ligaeinsätzen. Die Ernennung von David Pleat zum Cheftrainer besiegelte schließlich seinen Abschied aus Tottenham. In Pleats System, das ein Fünfer-Mittelfeld und nur einen Stürmer vorsah, waren klassische Flügelspieler nicht gefragt.
Nach einem Aufenthalt auf Leihbasis im Herbst 1986 bei Birmingham City, wechselte er im Sommer 1987 für 50.000 Pfund Ablöse zum Zweitliga-Neuling AFC Bournemouth. Dort entwickelte sich Cooke zum Leistungsträger und zählt neben Wade Elliot und Jason Brissett zu den besten Außenstürmern, die bei Bournemouth in den letzten Jahrzehnten spielten. Im März 1989 wechselte er zum Erstligisten Luton Town, für den er sein Ligadebüt gegen Tottenham gab. Es gelang ihm in der Folge aber nicht, sich bei Luton durchzusetzen und im März 1991 kehrte er nach zwei Jahren zum mittlerweile in der dritten Liga spielenden AFC Bournemouth zurück. Eine Verletzung zwang ihn bereits 1993 zur Beendigung seiner Karriere. Seinen Lebensunterhalt verdient Cooke mittlerweile als Taxifahrer in London.

## Nationalmannschaft
1985 wurde Cooke von Dave Sexton in das englische Aufgebot für die Junioren-Weltmeisterschaft in der Sowjetunion berufen. Das schlecht vorbereitete Team schied dabei nach Niederlagen gegen China und Mexiko sowie einem Unentschieden gegen Paraguay bereits nach der Vorrunde aus, Cooke stand dabei in allen drei Partien über die volle Distanz auf dem Platz. 1986 folgte ein Einsatz für die englische U-21-Auswahl im Viertelfinale der Europameisterschaft gegen Dänemark.